# 西灣大橋
西灣大橋（葡萄牙語：Ponte de Sai Van）是澳門第三條連接澳門半島和氹仔之間的跨海斜拉橋，北起澳門半島西灣湖景大馬路，南至氹仔東亞運大馬路。是全球首座預應力混凝土雙層主樑斜拉橋、全球最大跨度的雙層混凝土橋樑。與香港青馬大橋一樣，設有上、下兩層行車道和下層澳門輕軌氹仔線軌道，正常情況只使用上層橋面行車道及電單車專道；而下層的行車道路通常只在當澳門發出八號風球，上層橋面關閉時開放，但在九號風球或十號風球生效期間仍會關閉。

## 歷史
澳門行政長官何厚鏵於2000年3月29日發表澳門特區政府成立後首份施政報告時表示就開展研究興建第三條澳氹大橋的可行性；澳門運輸工務司司長歐文龍於同年8月9日表示當局已進行有關研究；初步計劃參考青馬大橋的雙層行車道設計。2001年2月28日，歐文龍表示已經完成興建第三條澳氹大橋興建方案的初步可行性研究。澳門特區政府最終於2001年11月14日宣布落實興建第三條澳氹大橋計劃。

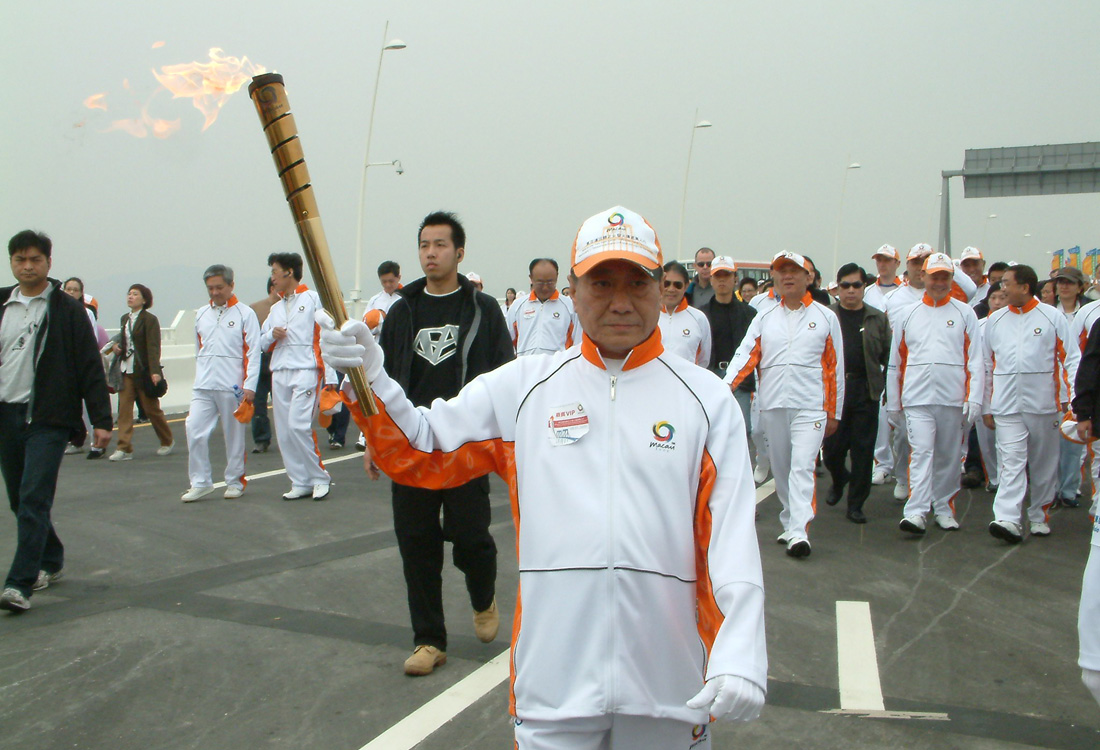
東亞運回歸之火在西灣大橋傳遞，火炬手是澳門奧林匹克委員會主席藍鏵纓

第三條澳氹大橋於2002年10月7日由澳門行政長官何厚鏵、全國政協副主席馬萬祺等於西灣湖景大馬路主持奠基儀式，象徵澳門的第三條澳氹跨海大橋正式動工，耗資56億澳門元。；而大橋於2004年6月28日進行主橋合攏儀式。中共中央總書記兼國家主席胡錦濤於2004年12月19日在行政長官何厚鏵的陪同下於澳門旅遊塔會展娛樂中心主持西灣大橋牌匾揭幕儀式，象徵西灣大橋正式落成；胡錦濤隨後經西灣大橋往氹仔；而西灣大橋也於翌年1月9日早上八時正式通車。颱風派比安於2006年8月3日吹襲澳門，下層行車道在懸掛八號東南風球90分鐘後首次對外開放。
澳門建設發展辦公室於2004年8月中旬至9月下旬舉辦「第三條澳氹大橋徵名活動」。同年11月12日，建設發展辦公室徵名活動評選委員會公布，選出「澳門大橋」、「西灣大橋」、「濠江大橋」、「濠鏡大橋」及「媽閣大橋」五個建議名稱給予當局對大橋命名作參考名稱。12月6日，政府把第三條澳氹大橋正式命名為“西灣大橋”。
澳門東亞運組委會於2005年1月8日及9月28日分別舉辦「回歸之火」及「創紀元之火」的東亞運動會聖火傳遞活動時均途經西灣大橋，而北京奧運聖火也於2008年5月3日在西灣大橋傳遞；此外，在西灣大橋也曾舉辦田徑及馬拉松等賽事。
2012年8月19日上午11時，西灣大橋於來回方向各最右側車道實施電單車專道。2016年8月15日起，電單車專道改為永久措施。
2017年颱風天鴿吹襲時，澳門氣象局發出十號風球，大橋下層通道首次全面封閉。
2018年超強颱風山竹和2020年颱風海高斯襲澳，當澳門氣象局發出九號風球正式生效，大橋下層通道再度全面封閉，是首次在九號風球下封閉車道。
2020年11月，西灣大橋下層通道進行輕軌通道改造工程，將行車線和輕軌通道互調，工程首階段於2021年4月下旬完工。
2022年10月23日，下層緊急車道新出入口啟用，並於10月16日和17日下午開放供私家車試行。而現有下層緊急行車通道出入口將於短期內停用，以便配合澳門輕軌氹仔線延伸至媽閣站的工程。
2023年7月起，大橋橋面進行更換伸縮縫工程，期間實施有限度通車。同年8月20日上午10時至27日上午10時，須臨時停用電單車專道，以便進行專道內伸縮縫的更換工作。電單車可在大橋其他車道行駛，並可使用大橋的各個出入口，即西灣湖景大馬路近媽閣及近旅遊塔一側引橋，以及氹仔東亞運大馬路上層及下層之引橋進出西灣大橋。
2025年7月20日颱風韋帕襲澳，由於氣象局即將發出九號風球，民防行動中心宣佈西灣大橋下層車道於上午11時關閉，直到下午5時改發八號東南風球時重開。

## 設計

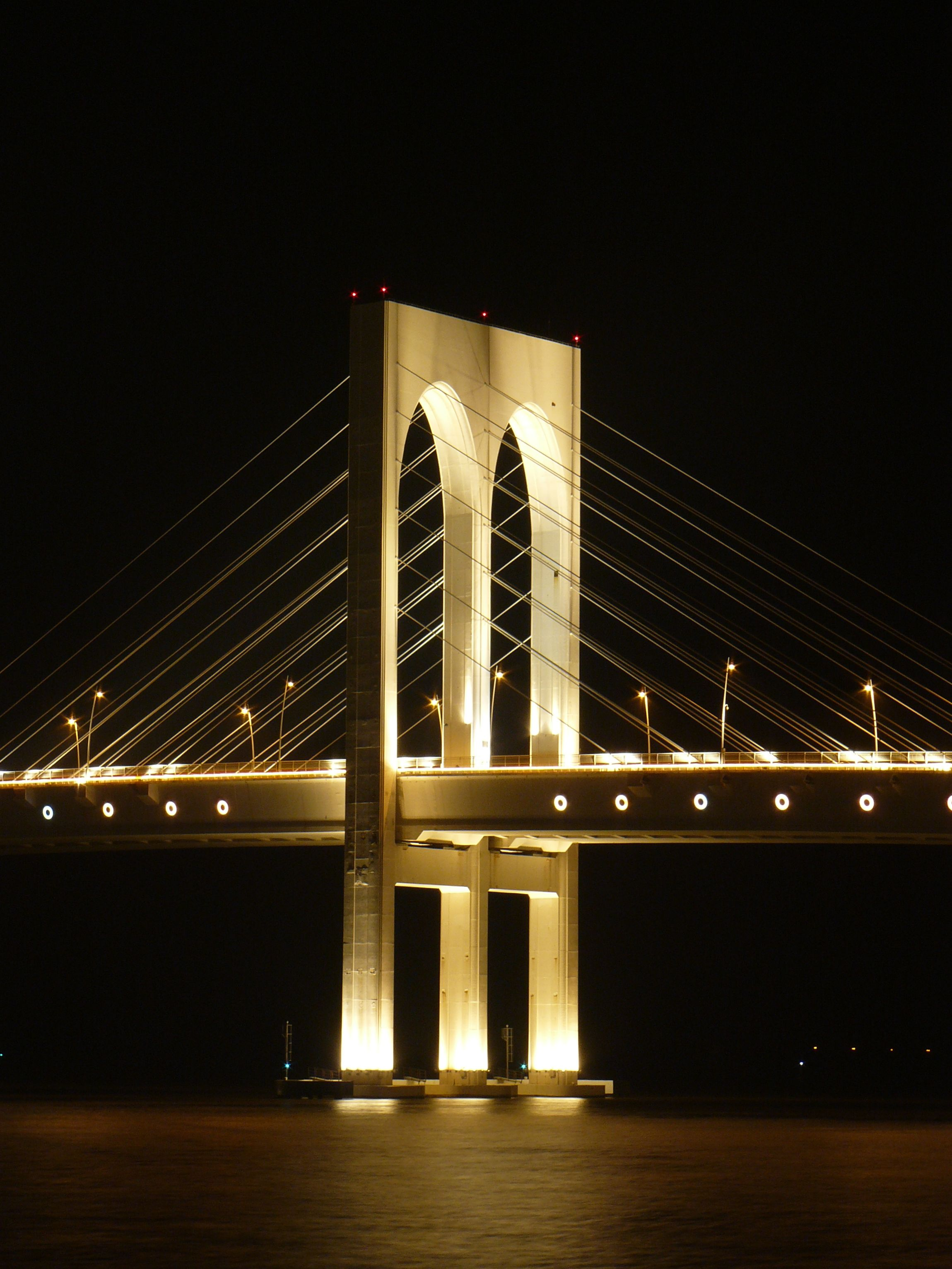
西灣大橋「M」字橋塔

西灣大橋採用豎琴斜拉式設計，乃全球首座預應力混凝土雙層主樑斜拉橋。西灣大橋位貫穿澳門半島以及氹仔，大橋總長2,200米，寬28米，澳門半島引橋與氹仔引橋分別為700及400米。主跨距離為180米，乃全球最大跨度的雙層混凝土橋樑，也是四條連接澳門半島和氹仔的大橋中最短及最寬的大橋。西灣大橋的最大設計特色在於兩個85米高的雙拱門設計橋塔代表澳門的英、葡文首個字母「M」、羅馬數字「III」以及阿拉伯數字「3」，這正比喻此橋是澳門的第三條澳氹大橋。橋墩外觀呈弧形，以寓意兩片蓮花花瓣。西灣大橋設有上、下兩層行車道，並預設可供輕軌行走的位置。大橋上層橋面設有共六條行車線，來回各三條行車線間設有分隔欄以作區別行車方向。上層行車道正常用作行車，而下層行車道平常用作緊急通道外，也在懸掛八號風球時開放使用。
西灣大橋的設計曾獲多個獎項，包括中國鐵路工程總公司2005年度優秀工程設計一等獎、2006年度湖北省科技進步一等奬、2006年度中國鐵道建築總公司科技進步特等奬以及2007年度國家科技進步二等奬。

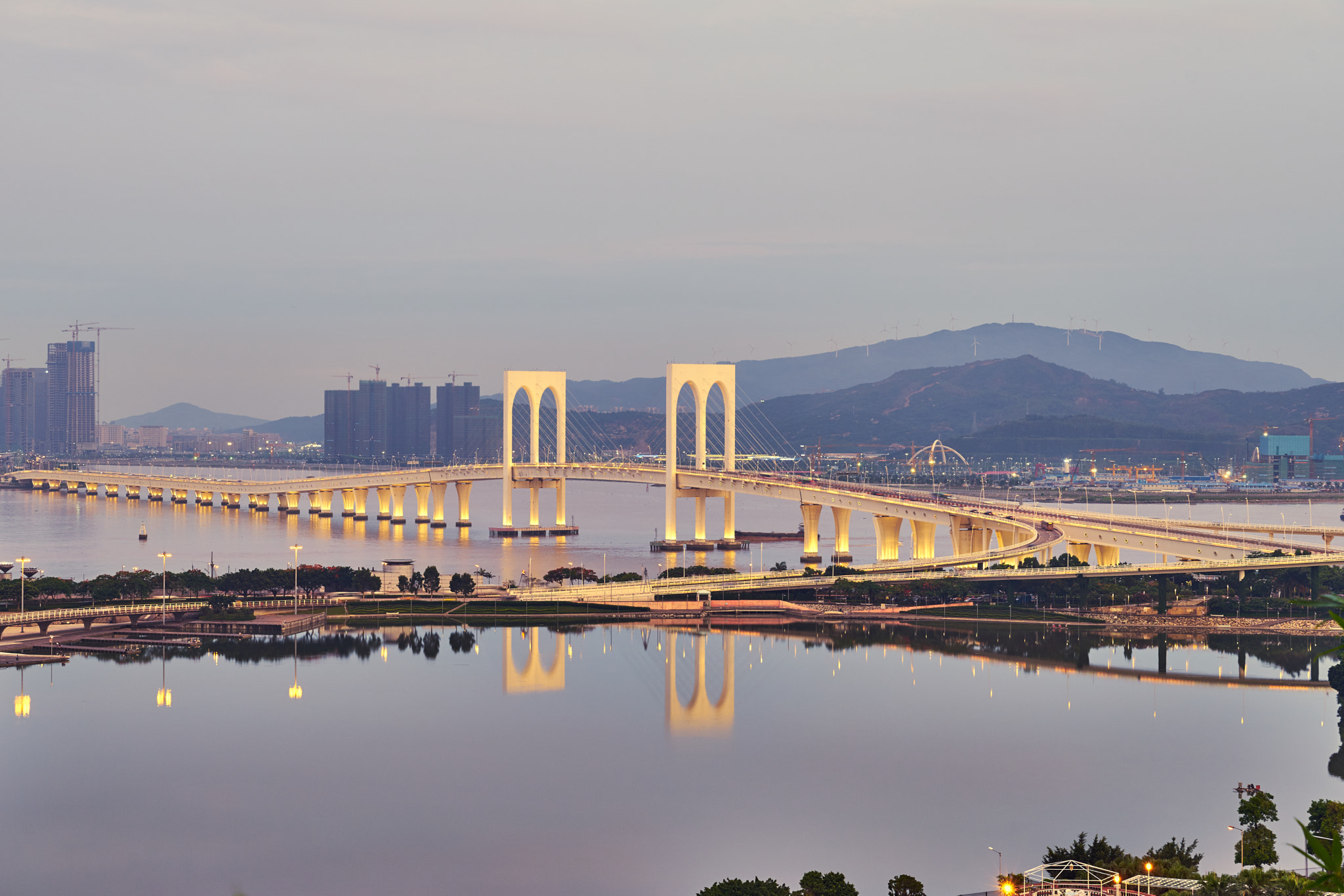
西湾大桥景观灯开启后

澳门西湾大桥总设计师徐恭义，全国最年轻的桥梁设计大师，国家级专家。英国特许工程师，英国土木工程师学会会士（Fellow），国内外著名的悬索桥设计专家。著作有《悬索桥设计》、《澳门西湾大桥设计与施工》、《板式加劲梁悬索桥》、《桥梁设计常用数据手册》以及参编美国新版《国际桥梁工程手册》等。

## 重大意外
2011年9月27日下午1時左右，澳門新福利公共汽車一輛26路線往路環方向的小巴（車隊編號：R245），當駛至西灣大橋時，疑因司機收掣不及，先撞向左方行車線上一輛故障的貨車，再撞向右方一輛私家車。事件導致巴士上10名乘客、貨車司機以及私家車上1名乘客受傷，意外後西灣大橋往氹仔方向交通受阻達一小時。另外警方被指疏忽，意外發生後只以一般交通意外的訊息向傳媒通報，以致沒有一家傳媒對該宗意外作現場採訪；警方則承諾完善通報機制。

## 限制
西灣大橋現時受澳門第21/2005號行政法規（即《西灣大橋規章》）所規範，也受第3/2007號法律《道路交通法》規管。在《西灣大橋規章》第二條第二款中規定下層車道只准輕型客車行駛；而在速度方面，上層橋面限速為時速40至80公里之間，而下層車道及引橋則限速於每小時20至40公里之間。若需在西灣大橋進行體育項目時，須向土地工務運輸局申請。
由於友誼大橋橋面曾發生多宗涉及電單車的致命交通事故，坊間有輿論期望開放西灣大橋下層車道；時任行政法務司司長陳麗敏曾於2007年3月表明下層車道僅在上層橋面被封閉時才會開放使用，主要是下層車道屬於備用性質、存在通風問題等原因，並不符合成熟的行車條件。

## 下層車道

### 輕型及緊急車輛車道

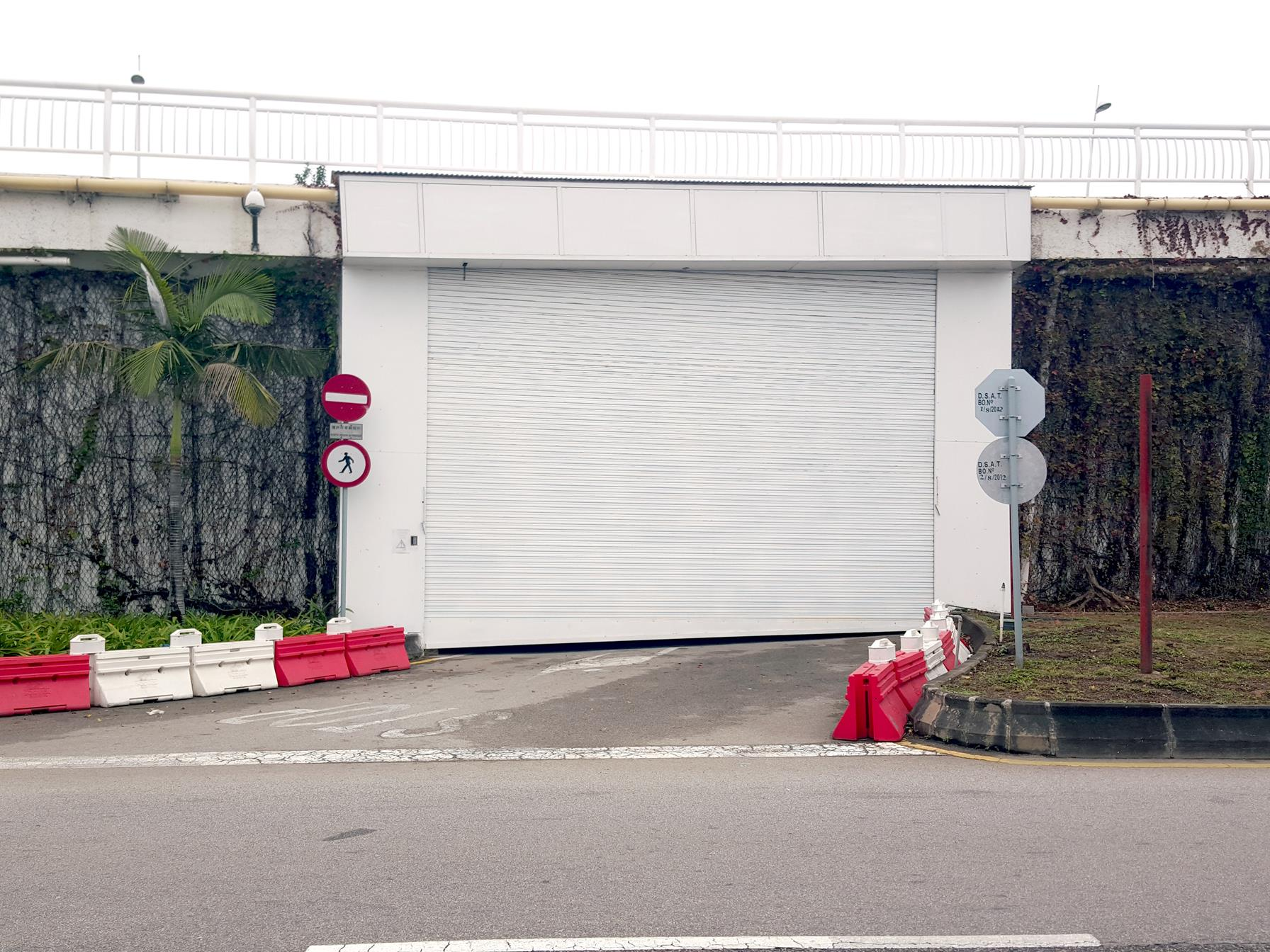
下層通道澳門出口（已停用）

下層車道平時只開放予緊急車輛使用。而在熱帶氣旋吹襲澳門而地球物理氣象局發出八號或以上風球時，上層車道關閉期間開放使用，但只供輕型客車（私家車）或緊急車輛使用。
為了讓居民熟悉使用西灣大橋下層緊急通道及附近路段的行車安排。臨近下層入口的車道旁設有明確的指示牌和交通標示，提醒居民開放時間及只准輕型客車使用。車道入口位置有警員在場指揮交通，車輛駛向入口時都減速慢駛。
倘若情況不許可，西灣大橋下層通道也有可能會關閉。2017年颱風天鴿、2018年超強颱風山竹、2020年颱風海高斯及2023年超強颱風蘇拉吹襲澳門，氣象局發出高於八號或以上風球時就出現此情況。

### 輕軌氹仔線軌道

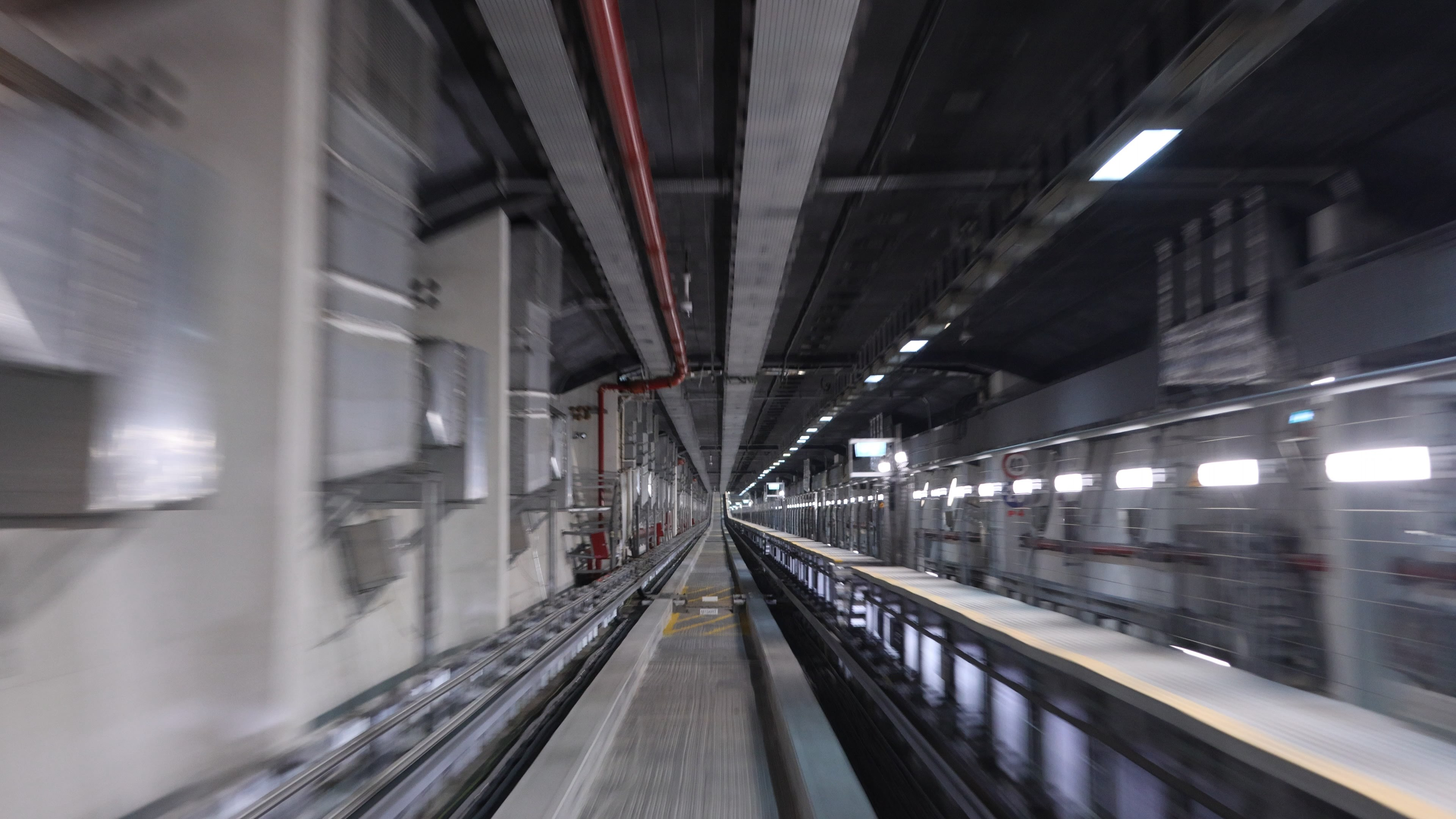
西灣大橋下層通道的輕軌媽閣線路軌

原下層車道中央為澳門輕軌軌道，供媽閣站延線（氹仔線）使用，但最新方案外側車道為輕軌軌道，汽車改由中間車道行駛，而原有於八號風球開放的出入口將會更改至其他地方。而相關出入口於2022年10月23日啟用。早在2013年，運建辦開展了西灣大橋下層行車通道新出入口的建造工程，連接海洋花園大馬路至東亞運圓形地，包括移除東亞運圓形地周邊綠化帶的地面樓板。新出入口建成後，可與未來輕軌車道及走道平台等的設置作相互配合，滿足輕軌的運營需要。
2023年2月27日，媽閣站主體工程完工。而沿下層通道設置的輕軌行車系統已完成安裝，並開展列車運行測試工作。列車測試分三個階段進行，第一階段為媽閣站及下層通道，第二階段延伸至海洋站，第三階段為全線範圍。
2023年8月11日，作為氹仔線一部分的媽閣線連同氹仔線全線開展列車及系統總測試，以及預試營運等。12月8日，媽閣線正式開通。

## 途經公共交通

### 公共巴士
新福利：26、26S、MT4
澳巴：55、71S、N2、N3

### 軌道交通
- █  氹仔線（媽閣線）

## 行車速度規定
大橋下行駛的車輛車速下限不能低於每小時四十公里，下層車道及引橋車速下限不能低於二十公里，違反者可被處罰五百至二千五百澳門元。

## 另見
- 澳門友誼大橋
- 西灣 (澳門)
- 青馬大橋

## 外部連結
- 西灣大橋的行車規定 （页面存档备份，存于）
- 澳門街資訊網（页面存档备份，存于）

## 資料來源
1. ↑  . 地圖繪製暨地籍局.   [2012年3月16日]. （原始内容存档于2021年3月4日） （中文（繁體））.
2. ↑   (PDF). 澳門新聞局. 2000年3月29日  [2012年3月11日]. （原始内容 (PDF)存档于2012年11月19日） （中文（繁體））.
3. ↑  . 澳門新聞局. 2000年8月9日 （中文（繁體））.
4. ↑  . 澳門日報. 2001年3月1日 （中文（繁體））.
5. 1 2  . 澳門日報. 2001年11月15日 （中文（繁體））.
6. 1 2 3  . 華僑報. 2001年10月8日 （中文（繁體））.
7. 1 2  . 華僑報. 2007年3月8日 （中文（繁體））.
8. 1 2 3 4  . 澳門新聞局. 2004年12月19日 （中文（繁體））.
9. ↑  . 澳門日報. 2004年12月20日 （中文（繁體））.
10. ↑  . 澳門日報. 2004年12月28日 （中文（繁體））.
11. ↑  . 澳門日報. 2006年8月4日 （中文（繁體））.
12. 1 2  . 澳門新聞局. 2004年12月6日 （中文（繁體））.
13. ↑  . 建設發展辦公室. 2004年11月12日 （中文（繁體））.
14. ↑  . 澳門日報. 2004年12月28日 （中文（繁體））.
15. ↑  . 澳門日報. 2005年9月28日 （中文（繁體））.
16. ↑  . 澳門日報. 2009年5月4日 （中文（繁體））.
17. ↑  . 新華澳報. 2006年10月21日 （中文（繁體））.
18. ↑  . 澳門日報. 2006年10月31日 （中文（繁體））.
19. ↑  . 交通事務局. 澳門特別行政區新聞局. 2012-08-18  [2023-10-28]. （原始内容存档于2023-10-28）.
20. ↑  . 澳門特別行政區新聞局. 2016-08-11  [2023-10-28]. （原始内容存档于2023-10-28）.
21. ↑  . 力報. 2021-04-30  [2021-04-30]. （原始内容存档于2021-05-05）.
22. ↑  . TDM 澳廣視新聞. 2022-10-11  [2022-10-18]. （原始内容存档于2022-10-18）.
23. ↑  . TDM 澳廣視新聞. 2022-10-16  [2022-10-18]. （原始内容存档于2022-10-18）.
24. ↑  . 華僑報. 2023-08-19.
25. ↑  西灣大橋下層車道封閉措施安排
26. ↑  西灣大橋下層行車道於下午5時恢復通行
27. 1 2 3  . 建設發展辦公室.   [2012年3月11日]. （原始内容存档于2021年1月11日） （中文（繁體））.
28. ↑  . 澳門日報. 2005年6月4日 （中文（繁體））.
29. ↑  . 澳門日報. 2002年8月7日 （中文（繁體））.
30. ↑  . 新華澳報. 2005年12月6日 （中文（繁體））.
31. ↑  . 國鐵傳媒網. 2011年12月20日  [2012年3月11日] （中文（中国大陆））.[永久]
32. ↑  . 澳亞衛視. 2011-09-27. （原始内容存档于2015-06-04） （中文（澳門））.
33. ↑  . 澳門日報. 2011-09-28. （原始内容存档于2011-12-29） （中文（澳門））.
34. ↑   (PDF). 澳門政府公報. 2005年11月28日, (48/2005)  [2012年3月12日]. （原始内容存档 (PDF)于2021年1月11日）.
35. ↑  . 力報. 2018-09-16  [2023-10-28]. （原始内容存档于2023-10-28）.
36. ↑  . 警察總局（SPU）. 澳門特別行政區新聞局. 2020年8月19日  [2023年10月28日]. （原始内容存档于2023年10月28日）.
37. ↑  . 澳廣視新聞. 2023-09-01  [2023-10-28]. （原始内容存档于2023-10-28）.
38. ↑  . 公共建設局 / 交通事務局. 澳門特別行政區新聞局. 2022年10月11日.
39. ↑  . 正報. 2013-03-07  [2023-03-25]. （原始内容存档于2023-03-25）.
40. ↑  . 正報. 2023-03-02  [2023-03-10]. （原始内容存档于2023-03-02）.
41. ↑  . 澳門特別行政區政府公共建設局. 2023-03-09  [2023-03-10]. （原始内容存档于2023-03-09）.
42. ↑  . 澳廣視新聞. 2023-08-04  [2023-08-05]. （原始内容存档于2023-08-04）.
43. ↑  . 正報. 2023-11-28  [2023-11-30]. （原始内容存档于2023-11-28）.